# 莫戈隆怪物
莫戈隆怪物（英语：Mogollon Monster）是一种出没于美国亚利桑那州莫戈隆边缘的神秘生物，它通常被描述为一种类似大脚怪的生物。

## 描述
据报道，莫戈隆怪物身高约7英尺（2.1米），身体被红色或黑色毛发覆盖，散发着令人作呕的气味，如同臭鼬猿一般。在美国原住民的传说中，莫戈隆怪物是一名被转化的人类。

## 目击
莫戈隆怪物的首次目击可追溯至1903年，《亚利桑那共和报》）报道目击者I.W. Stevens在科罗拉多大峡谷遭遇一只白色毛发的野人的新闻。已逝世的神秘动物学家唐·戴维斯（Don Davis）表示在1940年的佩森他曾目击过莫戈隆怪物。最近的目击来自2014年，有目击者向《Cryptozoology News》报告在佩森看见莫戈隆怪物。